# Singapurische Badmintonmeisterschaft 1951/52
Die Singapurische Badmintonmeisterschaft 1951/52 fand an mehreren Terminen von November 1951 bis Mitte Januar 1952 statt. 

## Austragungsort
- Happy World Stadium

## Sieger und Finalisten
| Disziplin    | Gold                      | Silber                               |
| ------------ | ------------------------- | ------------------------------------ |
| Herreneinzel | Wong Peng Soon            | Ong Poh Lim                          |
| Dameneinzel  | Helen Heng                | Baby Low                             |
| Herrendoppel | Ong Poh Lim Ismail Marjan | Loong Pan Yap Cheon Hock Leng        |
| Damendoppel  | Helen Heng Mary Sim       | Chionh Hiok Chor Mrs. Teo Tiang Seng |
| Mixed        | Ong Poh Lim Mary Sim      | Cheon Hock Leng Mrs. Teo Tiang Seng  |

## Finalresultate
| Disziplin    | Sieger                    | Finalist                               | Ergebnis    |
| ------------ | ------------------------- | -------------------------------------- | ----------- |
| Herreneinzel | Wong Peng Soon            | Ong Poh Lim                            | 18–13, 15–8 |
| Dameneinzel  | Helen Heng                | Baby Low                               | 11–1, 11–1  |
| Herrendoppel | Ismail Marjan Ong Poh Lim | Cheong Hock Leng Loong Pan Yap         | 15–8, 15–10 |
| Damendoppel  | Helen Heng Mary Sim       | Chionh Hiok Chor Mrs. Teo Tiang Seng   | 15–10, 15–4 |
| Mixed        | Ong Poh Lim Mary Sim      | Cheong Hock Leng & Mrs. Teo Tiang Seng | 15–13, 15–5 |